# María Dolores García
María Dolores «Lola» García García (Badalona, 1967) és una periodista i analista política catalana, directora adjunta de La Vanguardia.
Llicenciada en periodisme i en ciències polítiques, va treballar a El Periódico de Catalunya, tant a la secció de «Coses de la Vida» com de redactora en cap de Política. És la directora adjunta de La Vanguardia, diari on va ser subdirectora, responsable de les àrees de Política, Viure i Esports. Participa en debats de diversos mitjans de comunicació, com L'oracle de Catalunya Ràdio.

## Publicacions
- — (2018). El naufragio. La deconstrucción del sueño independentista. Ediciones Península.[3]

- — (2022) El muro. El poder del estado ante la crisis independentista (editorial Península)[4]